# 상무 (상법)
상무란 회사의 직무대행자이자 회사의 임원으로 즉 일반적으로 회사에서 일상 행해져야 하는 사무, 회사가 영업을 계속함에 있어서 통상 행하는 영업범위 내의 사무 또는 회사경영에 중요한 영향을 주지 않는 통상의 업무를 하는 사람이다.

## 은어

### 술상무
구어체로 회사에서 술접대를 주로 하는 직원을 술상무라고 부른다.

## 같이 보기
- 이사